# Quatrième district congressionnel du Missouri
Le 4e district congressionnel du Missouri est un district du Congrès États-Unis situé dans l'État américain du Missouri. Il comprend le centre-ouest du Missouri. Il s'étend de la moitié nord de Columbia jusqu'aux banlieues sud et est de Kansas City, y compris une partie de Kansas City dans le Comté de Cass et des parties de Blue Springs dans le Comté de Jackson. Il comprend également la partie nord de Columbia, qui abrite l'Université du Missouri (mais pas l'université elle-même).
Le district est majoritairement rural et relativement conservateur ; George W. Bush a battu John Kerry de 64 % à 35 % aux élections de 2004 et John McCain a battu Barack Obama de 61 % à 38 % aux élections de 2008. Il est actuellement représenté par le Républicain Mark Alford, ancien journaliste de WDAF-TV, la filiale Fox de la ville.
Ce quartier était historiquement un bastion du Parti Démocrate. L'antipathie envers le Parti Républicain trouve ses origines dans la Guerre de Sécession et dans le tristement célèbre Ordre général 11. L'armée de l'Union a ordonné l'évacuation du comté dans le but de réduire le soutien et le pouvoir des guérilleros bushwhackers. Après la guerre civile, les hommes blancs (pour la plupart démocrates) qui avaient été actifs pour la Confédération jusqu'à ce qu'ils prêtent serment de loyauté, ou jusqu'en 1870, furent privés de leurs droits de vote. La région fut remplie de conflits entre les radicaux du Missouri, qui rejoignirent les républicains, et les conservateurs. qui étaient démocrates. En 1880, les anciens sécessionnistes dominaient la délégation du Congrès et la législature de l'État du Missouri.
Peu à peu, cette zone a développé un caractère similaire aux districts Yellow Dog Democrat du Sud. Jusqu’en 2010, un seul Républicain avait été élu ici depuis la Grande Dépression, et pour un seul mandat. Cependant, plusieurs tendances démographiques ont convergé pour éroder la base démocrate dans cette circonscription. Premièrement, comme le montrent les cartes électorales du New York Times, les comtés à prédominance rurale bordant le Fleuve Missouri ont connu une forte tendance républicaine entre les élections sénatoriales de 2000 et les élections de 2006, suivant les tendances observées dans le Sud.
Deuxièmement, les pertes de population à Kansas City ont conduit le 4e à perdre progressivement une grande partie de sa part du comté fortement démocrate de Jackson au profit du 5e district, basé à Kansas City. Jusqu'en 1983, le district s'étendait jusqu'à Independence, à la frontière est de Kansas City ; jusqu'en 1973, il comprenait la partie est de Kansas City elle-même. Pour compenser la perte de territoire plus proche de Kansas City, de grandes parties du sud-ouest du Missouri, fortement républicain, ont été réaffectées du 7e district voisin. Le résultat de ces tendances a entraîné un effondrement spectaculaire du soutien démocrate dans le district. Al Gore, John Kerry et Barack Obama ont remporté ici moins de 40 % des voix. Cela présageait finalement la défaite d'Ike Skelton face à Vicky Hartzler en 2010. Depuis la défaite de Skelton, aucun démocrate n'a obtenu ne serait-ce que 40 % des voix.
Le 4e district du Congrès du Missouri comprend l'ensemble des vingt comtés et des parties de quatre autres comtés : Barton, Bates, Benton, Boone (en partie), Camden (en partie), Cass, Cedar, Dade, Dallas, Henry, Hickory, Howard, Jackson (en partie) , Johnson, Laclede, Lafayette, Morgan, Pettis, Polk, Pulaski, Saline, St. Clair, Vernon et Webster (parties).

## Historique de vote
| Année | Poste     | Résultats              |
| ----- | --------- | ---------------------- |
| 2000  | Président | Bush 58,0 % - 40,0 %   |
| 2004  | Président | Bush 64,0 % - 35,0 %   |
| 2008  | Président | McCain 61,0 % - 38,0 % |
| 2012  | Président | Romney 61,0 % - 36,0 % |
| 2016  | Président | Trump 65,0 % - 29,0 %  |
| 2020  | Président | Trump 66,0 % - 32,0 %  |

## Liste des Représentants du district
| Membre                          | Parti                          | Années                            | Congrès     | Histoire électorale | Zone géographique |
| ------------------------------- | ------------------------------ | --------------------------------- | ----------- | --- | ----------------- |
| District établit le 4 mars 1847 |                                |                                   |             | |                   |
| Willard P. Hall (en)            | Démocrate                      | 4 mars 1847 - 3 mars 1853         | 30e - 32e   | Élu en 1846. Réélu en 1848. Réélu en 1850. Retrait. |                   |
| Mordecai Oliver (en)            | Whig                           | 4 mars 1853 - 3 mars 1855         | 33e , 34e   | Élu en 1852. Réélu en 1854. Retrait. |                   |
| Mordecai Oliver (en)            | Opposition (États du Sud) (en) | 4 mars 1855 - 3 mars 1857         | 33e , 34e   | Élu en 1852. Réélu en 1854. Retrait. |                   |
| James Craig (en)                | Démocrate                      | 4 mars 1857 - 3 mars 1861         | 35e , 36e   | Élu en 1856. Réélu en 1858. Retrait. |                   |
| Elijah H. Norton (en)           | Démocrate                      | 4 mars 1861 - 3 mars 1863         | 37e         | Élu en 1860. Perd sa réélection. |                   |
| Sempronius H. Boyd (en)         | Unioniste inconditionnel (en)  | 4 mars 1863 - 3 mars 1865         | 38e         | Élu en 1862. Retrait. |                   |
| John R. Kelso (en)              | Républicain indépendant (en)   | 4 mars 1865 - 3 mars 1867         | 39e         | Élu en 1864. Retrait. |                   |
| Joseph J. Gravely (en)          | Républicain                    | 4 mars 1867 - 3 mars 1869         | 40e         | Élu en 1866. Retrait. |                   |
| Sempronius H. Boyd (en)         | Républicain                    | 4 mars 1869 - 3 mars 1871         | 41e         | Élu en 1868. Retrait. |                   |
| Harrison E. Havens (en)         | Républicain                    | 4 mars 1871 - 3 mars 1873         | 42e         | Élu en 1870. Redécoupage vers le 6e district. |                   |
| Robert A. Hatcher (en)          | Démocrate                      | 4 mars 1873 - 3 mars 1879         | 43e - 45e   | Élu en 1872. Réélu en 1874. Réélu en 1876. Retrait. |                   |
| Lowndes H. Davis (en)           | Démocrate                      | 4 mars 1879 - 3 mars 1883         | 46e , 47e   | Élu en 1878. Réélu en 1880. Redécoupage vers le 14e district. |                   |
| James N. Burnes (en)            | Démocrate                      | 4 mars 1883 - 23 janvier 1889     | 48e - 50e   | Élu en 1882. Réélu en 1884. Réélu en 1886. Réélu en 1888 mais décède avant le début du mandat. |                   |
| Vacant                          | Vacant                         | 23 janvier 1889 - 19 février 1889 | 50e         | |                   |
| Charles F. Booher (en)          | Démocrate                      | 19 février 1889 - 3 mars 1889     | 50e         | Élu pour terminer le mandat de Burnes dans le 50e Congrès. Retrait. |                   |
| Vacant                          | Vacant                         | 4 mars 1889 - 2 décembre 1889     | 51e         | |                   |
| Robert P. C. Wilson (en)        | Démocrate                      | 2 décembre 1889 - 3 mars 1893     | 51e , 52e   | Élu pour terminer le mandat de Burnes dans le 51e Congrès. Retrait. |                   |
| Daniel D. Burnes (en)           | Démocrate                      | 4 mars 1893 - 3 mars 1895         | 53e         | Élu en 1892. Retrait. |                   |
| George C. Crowther (en)         | Républicain                    | 4 mars 1895 - 3 mars 1897         | 54e         | Élu en 1894. Perd sa réélection. |                   |
| Charles F. Cochran (en)         | Démocrate                      | 4 mars 1897 - 3 mars 1905         | 55e - 58e   | Élu en 1896. Réélu en 1898. Réélu en 1900. Réélu en 1902. Se retire pour sa renomination. |                   |
| Frank B. Fulkerson (en)         | Républicain                    | 4 mars 1905 - 3 mars 1907         | 59e         | Élu en 1904. Perd sa réélection. |                   |
| Charles F. Booher (en)          | Démocrate                      | 4 mars 1907 - 21 janvier 1921     | 60e - 66e   | Élu en 1906. Réélu en 1908. Réélu en 1910. Réélu en 1912. Réélu en 1914. Réélu en 1916. Réélu en 1918. Retrait mais décède avant la fin du mandat. |                   |
| Vacant                          | Vacant                         | 21 janvier 1921 - 3 mars 1921     | 66e         | |                   |
| Charles L. Faust (en)           | Républicain                    | 4 mars 1921 - 17 décembre 1928    | 67e - 70e   | Élu en 1920. Réélu en 1922. Réélu en 1924. Réélu en 1926. Réélu en 1928 mais décède avant le début du mandat. |                   |
| Vacant                          | Vacant                         | 17 décembre 1928 - 5 février 1929 | 70e         | |                   |
| David W. Hopkins (en)           | Républicain                    | 5 février 1929 - 3 mars 1933      | 70e - 72e   | Élu pour terminer le mandat de Faust dans le 70e Congrès. Élu pour débuter le mandat de Faust dans le 71e Congrès. Réélu en 1930. Redécoupage vers le district at-large et perd sa réélection.                                                                                   |                   |
| District inactif                | District inactif               | 4 mars 1933 - 3 janvier 1935      | 73e         | Les Représentants sont élu at-large sur un seul bulletin de vote. |                   |
| C. Jasper Bell (en)             | Démocrate                      | 3 janvier 1935 - 3 janvier 1949   | 74e - 80e   | Élu en 1934. Réélu en 1936. Réélu en 1938. Réélu en 1940. Réélu en 1942. Réélu en 1944. Réélu en 1946. Retrait. |                   |
| Leonard Irving (en)             | Démocrate                      | 3 janvier 1949 - 3 janvier 1953   | 81e , 82e   | Élu en 1948. Réélu en 1950. Perd sa réélection. |                   |
| Jeffrey P. Hillelson (en)       | Républicain                    | 3 janvier 1953 - 3 janvier 1955   | 83e         | Élu en 1952. Perd sa réélection. | 1953–1963         |
| George H. Christopher (en)      | Démocrate                      | 3 janvier 1955 - 23 janvier 1959  | 84e - 86e   | Élu en 1954. Réélu en 1956. Réélu en 1958. Décède. | 1953–1963         |
| Vacant                          | Vacant                         | 23 janvier 1959 - 3 mars 1959     | 86e         | | 1953–1963         |
| William J. Randall (en)         | Démocrate                      | 3 mars 1959 - 3 janvier 1977      | 86e - 94e   | Élu pour terminer le mandat de Christopher. Réélu en 1960. Réélu en 1962. Réélu en 1964. Réélu en 1966. Réélu en 1968. Réélu en 1970. Réélu en 1972. Réélu en 1974. Retrait. | 1953–1963         |
| William J. Randall (en)         | Démocrate                      | 3 mars 1959 - 3 janvier 1977      | 86e - 94e   | Élu pour terminer le mandat de Christopher. Réélu en 1960. Réélu en 1962. Réélu en 1964. Réélu en 1966. Réélu en 1968. Réélu en 1970. Réélu en 1972. Réélu en 1974. Retrait. | 1963–1973         |
| William J. Randall (en)         | Démocrate                      | 3 mars 1959 - 3 janvier 1977      | 86e - 94e   | Élu pour terminer le mandat de Christopher. Réélu en 1960. Réélu en 1962. Réélu en 1964. Réélu en 1966. Réélu en 1968. Réélu en 1970. Réélu en 1972. Réélu en 1974. Retrait. | 1973–1983         |
| Ike Skelton (en)                | Démocrate                      | 3 janvier 1977 - 3 janvier 2011   | 95e - 111e  | Élu en 1976. Réélu en 1978. Réélu en 1980. Réélu en 1982. Réélu en 1984. Réélu en 1986. Réélu en 1988. Réélu en 1990. Réélu en 1992. Réélu en 1994. Réélu en 1996. Réélu en 1998. Réélu en 2000. Réélu en 2002. Réélu en 2004. Réélu en 2006. Réélu en 2008. Perd sa réélection. |                   |
| Ike Skelton (en)                | Démocrate                      | 3 janvier 1977 - 3 janvier 2011   | 95e - 111e  | Élu en 1976. Réélu en 1978. Réélu en 1980. Réélu en 1982. Réélu en 1984. Réélu en 1986. Réélu en 1988. Réélu en 1990. Réélu en 1992. Réélu en 1994. Réélu en 1996. Réélu en 1998. Réélu en 2000. Réélu en 2002. Réélu en 2004. Réélu en 2006. Réélu en 2008. Perd sa réélection. | 1983–1993         |
| Ike Skelton (en)                | Démocrate                      | 3 janvier 1977 - 3 janvier 2011   | 95e - 111e  | Élu en 1976. Réélu en 1978. Réélu en 1980. Réélu en 1982. Réélu en 1984. Réélu en 1986. Réélu en 1988. Réélu en 1990. Réélu en 1992. Réélu en 1994. Réélu en 1996. Réélu en 1998. Réélu en 2000. Réélu en 2002. Réélu en 2004. Réélu en 2006. Réélu en 2008. Perd sa réélection. | 1993–2003         |
| Ike Skelton (en)                | Démocrate                      | 3 janvier 1977 - 3 janvier 2011   | 95e - 111e  | Élu en 1976. Réélu en 1978. Réélu en 1980. Réélu en 1982. Réélu en 1984. Réélu en 1986. Réélu en 1988. Réélu en 1990. Réélu en 1992. Réélu en 1994. Réélu en 1996. Réélu en 1998. Réélu en 2000. Réélu en 2002. Réélu en 2004. Réélu en 2006. Réélu en 2008. Perd sa réélection. | 2003–2013         |
| Vicky Hartzler                  | Républicain                    | 3 janvier 2011 - 3 janvier 2023   | 112e - 117e | Élue en 2010. Réélue en 2012. Réélue en 2014. Réélue en 2016. Réélue en 2018. Réélue en 2020. Retrait pour se présenter comme Sénatrice des États-Unis. |                   |
| Vicky Hartzler                  | Républicain                    | 3 janvier 2011 - 3 janvier 2023   | 112e - 117e | Élue en 2010. Réélue en 2012. Réélue en 2014. Réélue en 2016. Réélue en 2018. Réélue en 2020. Retrait pour se présenter comme Sénatrice des États-Unis. | 2013–2023         |
| Mark Alford                     | Républicain                    | 3 janvier 2023 - en cours         | 118e        | Élu en 2022. | 2023–Présent      |

## Résultats des récentes élections
Voici les résultats des dix précédent cycles électoraux dans le district.

### 2004
| Élection de 2004 du 4e district congressionnel du Missouri | Élection de 2004 du 4e district congressionnel du Missouri | Élection de 2004 du 4e district congressionnel du Missouri | Élection de 2004 du 4e district congressionnel du Missouri | Élection de 2004 du 4e district congressionnel du Missouri |
| ---------------------------------------------------------- | ---------------------------------------------------------- | ---------------------------------------------------------- | ---------------------------------------------------------- | ---------------------------------------------------------- |
| Parti                                                      | Parti                                                      | Candidat                                                   | Votes                                                      | %                                                          |
|                                                            | Démocrate                                                  | Ike Skelton (en) (sortant)                                 | 190 800                                                    | 66,22                                                      |
|                                                            | Républicain                                                | James A. « Jim » Noland                                    | 93 334                                                     | 32,4                                                       |
|                                                            | Libertarien                                                | Bill Lower                                                 | 2 827                                                      | 1,0                                                        |
|                                                            | Constitution                                               | Raymond Lister                                             | 1 265                                                      | 0,4                                                        |
| Total des votes                                            | Total des votes                                            | Total des votes                                            | 288 226                                                    | 100 %                                                      |
|                                                            | Les Démocrates conservent                                  |                                                            |                                                            |                                                            |

### 2006
| Élection de 2006 du 4e district congressionnel du Missouri | Élection de 2006 du 4e district congressionnel du Missouri | Élection de 2006 du 4e district congressionnel du Missouri | Élection de 2006 du 4e district congressionnel du Missouri | Élection de 2006 du 4e district congressionnel du Missouri |
| ---------------------------------------------------------- | ---------------------------------------------------------- | ---------------------------------------------------------- | ---------------------------------------------------------- | ---------------------------------------------------------- |
| Parti                                                      | Parti                                                      | Candidat                                                   | Votes                                                      | %                                                          |
|                                                            | Démocrate                                                  | Ike Skelton (en) (sortant)                                 | 159 303                                                    | 67,6                                                       |
|                                                            | Républicain                                                | James A. « Jim » Noland                                    | 69 254                                                     | 29,4                                                       |
|                                                            | Libertarien                                                | Bryce A. Holthouse                                         | 4 479                                                      | 1,9                                                        |
|                                                            | Progressiste                                               | Melinda « Mel » Ivey                                       | 2 459                                                      | 1,0                                                        |
|                                                            | Write-In                                                   | Write-In                                                   | 30                                                         | 0                                                          |
| Total des votes                                            | Total des votes                                            | Total des votes                                            | 235 525                                                    | 100 %                                                      |
|                                                            | Les Démocrates conservent                                  |                                                            |                                                            |                                                            |

### 2008
| Élection de 2008 du 4e district congressionnel du Missouri | Élection de 2008 du 4e district congressionnel du Missouri | Élection de 2008 du 4e district congressionnel du Missouri | Élection de 2008 du 4e district congressionnel du Missouri | Élection de 2008 du 4e district congressionnel du Missouri |
| ---------------------------------------------------------- | ---------------------------------------------------------- | ---------------------------------------------------------- | ---------------------------------------------------------- | ---------------------------------------------------------- |
| Parti                                                      | Parti                                                      | Candidat                                                   | Votes                                                      | %                                                          |
|                                                            | Démocrate                                                  | Ike Skelton (en) (sortant)                                 | 200 009                                                    | 65,9                                                       |
|                                                            | Républicain                                                | Jeff Parnell                                               | 103 446                                                    | 34,1                                                       |
| Total des votes                                            | Total des votes                                            | Total des votes                                            | 303 455                                                    | 100 %                                                      |
|                                                            | Les Démocrates conservent                                  |                                                            |                                                            |                                                            |

### 2010
| Élection de 2010 du 4e district congressionnel du Missouri | Élection de 2010 du 4e district congressionnel du Missouri | Élection de 2010 du 4e district congressionnel du Missouri | Élection de 2010 du 4e district congressionnel du Missouri | Élection de 2010 du 4e district congressionnel du Missouri |
| ---------------------------------------------------------- | ---------------------------------------------------------- | ---------------------------------------------------------- | ---------------------------------------------------------- | ---------------------------------------------------------- |
| Parti                                                      | Parti                                                      | Candidat                                                   | Votes                                                      | %                                                          |
|                                                            | Républicain                                                | Vicky Hartzler                                             | 113 489                                                    | 50,4                                                       |
|                                                            | Démocrate                                                  | Ike Skelton (en) (sortant)                                 | 101 532                                                    | 45,1                                                       |
|                                                            | Libertarien                                                | Jason Michael Braun                                        | 6 123                                                      | 2,7                                                        |
|                                                            | Constitution                                               | Greg Cowan                                                 | 3 912                                                      | 1,7                                                        |
| Total des votes                                            | Total des votes                                            | Total des votes                                            | 225 056                                                    | 100 %                                                      |
|                                                            | Les Républicains prennent aux Démocrates                   |                                                            |                                                            |                                                            |

### 2012
| Élection de 2012 du 4e district congressionnel du Missouri | Élection de 2012 du 4e district congressionnel du Missouri | Élection de 2012 du 4e district congressionnel du Missouri | Élection de 2012 du 4e district congressionnel du Missouri | Élection de 2012 du 4e district congressionnel du Missouri |
| ---------------------------------------------------------- | ---------------------------------------------------------- | ---------------------------------------------------------- | ---------------------------------------------------------- | ---------------------------------------------------------- |
| Parti                                                      | Parti                                                      | Candidat                                                   | Votes                                                      | %                                                          |
|                                                            | Républicain                                                | Vicky Hartzler (sortante)                                  | 192 237                                                    | 60,3                                                       |
|                                                            | Démocrate                                                  | Teresa Hensley                                             | 113 120                                                    | 35,5                                                       |
|                                                            | Libertarien                                                | Bill Slantz                                                | 10 407                                                     | 3,3                                                        |
|                                                            | Constitution                                               | Greg Cowan                                                 | 2 959                                                      | 0,5                                                        |
| Total des votes                                            | Total des votes                                            | Total des votes                                            | 318 723                                                    | 100 %                                                      |
|                                                            | Les Républicains conservent                                |                                                            |                                                            |                                                            |

### 2014
| Élection de 2014 du 4e district congressionnel du Missouri | Élection de 2014 du 4e district congressionnel du Missouri | Élection de 2014 du 4e district congressionnel du Missouri | Élection de 2014 du 4e district congressionnel du Missouri | Élection de 2014 du 4e district congressionnel du Missouri |
| ---------------------------------------------------------- | ---------------------------------------------------------- | ---------------------------------------------------------- | ---------------------------------------------------------- | ---------------------------------------------------------- |
| Parti                                                      | Parti                                                      | Candidat                                                   | Votes                                                      | %                                                          |
|                                                            | Républicain                                                | Vicky Hartzler (sortante)                                  | 120 014                                                    | 68,08                                                      |
|                                                            | Démocrate                                                  | Nate Irvin                                                 | 46 464                                                     | 26,36                                                      |
|                                                            | Libertarien                                                | Herschel L. Young                                          | 9 793                                                      | 5,56                                                       |
|                                                            | Write-In                                                   | Gregory A. Cowan                                           | 15                                                         | 0,01                                                       |
| Total des votes                                            | Total des votes                                            | Total des votes                                            | 176 286                                                    | 100 %                                                      |
|                                                            | Les Républicains conservent                                |                                                            |                                                            |                                                            |

### 2016
| Élection de 2016 du 4e district congressionnel du Missouri | Élection de 2016 du 4e district congressionnel du Missouri | Élection de 2016 du 4e district congressionnel du Missouri | Élection de 2016 du 4e district congressionnel du Missouri | Élection de 2016 du 4e district congressionnel du Missouri |
| ---------------------------------------------------------- | ---------------------------------------------------------- | ---------------------------------------------------------- | ---------------------------------------------------------- | ---------------------------------------------------------- |
| Parti                                                      | Parti                                                      | Candidat                                                   | Votes                                                      | %                                                          |
|                                                            | Républicain                                                | Vicky Hartzler (sortante)                                  | 225 348                                                    | 67,83                                                      |
|                                                            | Démocrate                                                  | Gordon Christensen                                         | 92 510                                                     | 27,85                                                      |
|                                                            | Libertarien                                                | Mark Bliss                                                 | 14 376                                                     | 4,33                                                       |
| Total des votes                                            | Total des votes                                            | Total des votes                                            | 332 234                                                    | 100 %                                                      |
|                                                            | Les Républicains conservent                                |                                                            |                                                            |                                                            |

### 2018
| Élection de 2018 du 4e district congressionnel du Missouri | Élection de 2018 du 4e district congressionnel du Missouri | Élection de 2018 du 4e district congressionnel du Missouri | Élection de 2018 du 4e district congressionnel du Missouri | Élection de 2018 du 4e district congressionnel du Missouri |
| ---------------------------------------------------------- | ---------------------------------------------------------- | ---------------------------------------------------------- | ---------------------------------------------------------- | ---------------------------------------------------------- |
| Parti                                                      | Parti                                                      | Candidat                                                   | Votes                                                      | %                                                          |
|                                                            | Républicain                                                | Vicky Hartzler (sortante)                                  | 190 138                                                    | 64,8                                                       |
|                                                            | Démocrate                                                  | Renee Hoagenson                                            | 95 968                                                     | 32,7                                                       |
|                                                            | Libertarien                                                | Mark Bliss                                                 | 7 210                                                      | 2,5                                                        |
| Total des votes                                            | Total des votes                                            | Total des votes                                            | 293 316                                                    | 100 %                                                      |
|                                                            | Les Républicains conservent                                |                                                            |                                                            |                                                            |

### 2020
| Élection de 2020 du 4e district congressionnel du Missouri | Élection de 2020 du 4e district congressionnel du Missouri | Élection de 2020 du 4e district congressionnel du Missouri | Élection de 2020 du 4e district congressionnel du Missouri | Élection de 2020 du 4e district congressionnel du Missouri |
| ---------------------------------------------------------- | ---------------------------------------------------------- | ---------------------------------------------------------- | ---------------------------------------------------------- | ---------------------------------------------------------- |
| Parti                                                      | Parti                                                      | Candidat                                                   | Votes                                                      | %                                                          |
|                                                            | Républicain                                                | Vicky Hartzler (sortante)                                  | 245 247                                                    | 67,6                                                       |
|                                                            | Démocrate                                                  | Lindsey Simmons                                            | 107 635                                                    | 29,7                                                       |
|                                                            | Libertarien                                                | Steven K. Koonse                                           | 9 954                                                      | 2,7                                                        |
| Total des votes                                            | Total des votes                                            | Total des votes                                            | 362 836                                                    | 100 %                                                      |
|                                                            | Les Républicains conservent                                |                                                            |                                                            |                                                            |

### 2022
| Primaire Républicaine de 2022 du 4e district congressionnel du Missouri | Primaire Républicaine de 2022 du 4e district congressionnel du Missouri | Primaire Républicaine de 2022 du 4e district congressionnel du Missouri | Primaire Républicaine de 2022 du 4e district congressionnel du Missouri | Primaire Républicaine de 2022 du 4e district congressionnel du Missouri |
| ----------------------------------------------------------------------- | ----------------------------------------------------------------------- | ----------------------------------------------------------------------- | ----------------------------------------------------------------------- | ----------------------------------------------------------------------- |
| Parti                                                                   | Parti                                                                   | Candidat                                                                | Votes                                                                   | %                                                                       |
|                                                                         | Républicain                                                             | Mark Alford                                                             | 36 981                                                                  | 35,2                                                                    |
|                                                                         | Républicain                                                             | Rick Brattin                                                            | 22 509                                                                  | 21,4                                                                    |
|                                                                         | Républicain                                                             | Kalena Bruce                                                            | 16 677                                                                  | 15,9                                                                    |
|                                                                         | Républicain                                                             | Taylor Burks                                                            | 10 624                                                                  | 10,1                                                                    |
|                                                                         | Républicain                                                             | William Irwin                                                           | 9 648                                                                   | 9,2                                                                     |
|                                                                         | Républicain                                                             | Jim Campbell                                                            | 4 642                                                                   | 4,4                                                                     |
|                                                                         | Républicain                                                             | Kyle LaBrue                                                             | 4 026                                                                   | 3,8                                                                     |

| Primaire Démocrate de 2022 du 4e district congressionnel du Missouri | Primaire Démocrate de 2022 du 4e district congressionnel du Missouri | Primaire Démocrate de 2022 du 4e district congressionnel du Missouri | Primaire Démocrate de 2022 du 4e district congressionnel du Missouri | Primaire Démocrate de 2022 du 4e district congressionnel du Missouri |
| -------------------------------------------------------------------- | -------------------------------------------------------------------- | -------------------------------------------------------------------- | -------------------------------------------------------------------- | -------------------------------------------------------------------- |
| Parti                                                                | Parti                                                                | Candidat                                                             | Votes                                                                | %                                                                    |
|                                                                      | Démocrate                                                            | Jack Truman                                                          | 37 475                                                               | 100%                                                                 |

| Primaire Libertarienne de 2022 du 4e district congressionnel du Missouri | Primaire Libertarienne de 2022 du 4e district congressionnel du Missouri | Primaire Libertarienne de 2022 du 4e district congressionnel du Missouri | Primaire Libertarienne de 2022 du 4e district congressionnel du Missouri | Primaire Libertarienne de 2022 du 4e district congressionnel du Missouri |
| ------------------------------------------------------------------------ | ------------------------------------------------------------------------ | ------------------------------------------------------------------------ | ------------------------------------------------------------------------ | ------------------------------------------------------------------------ |
| Parti                                                                    | Parti                                                                    | Candidat                                                                 | Votes                                                                    | %                                                                        |
|                                                                          | Libertarien                                                              | Randy Langkraehr                                                         | 426                                                                      | 100%                                                                     |

| Élection de 2022 du 4e district congressionnel du Missouri | Élection de 2022 du 4e district congressionnel du Missouri | Élection de 2022 du 4e district congressionnel du Missouri | Élection de 2022 du 4e district congressionnel du Missouri | Élection de 2022 du 4e district congressionnel du Missouri |
| ---------------------------------------------------------- | ---------------------------------------------------------- | ---------------------------------------------------------- | ---------------------------------------------------------- | ---------------------------------------------------------- |
| Parti                                                      | Parti                                                      | Candidat                                                   | Votes                                                      | %                                                          |
|                                                            | Républicain                                                | Mark Alford                                                | 181 890                                                    | 71,3                                                       |
|                                                            | Démocrate                                                  | Jack Truman                                                | 67 069                                                     | 26,3                                                       |
|                                                            | Libertarien                                                | Randy Langkraehr                                           | 6 117                                                      | 2,4                                                        |
|                                                            | Indépendant                                                | Darrel Leon McClanahan III (write-in)                      | 1                                                          | 0,0                                                        |
|                                                            | Indépendant                                                | David Haave (write-in)                                     | 1                                                          | 0,0                                                        |
|                                                            | Indépendant                                                | Wyatt Parsons (write-in)                                   | 1                                                          | 0,0                                                        |
| Total des votes                                            | Total des votes                                            | Total des votes                                            | 255 079                                                    | 100 %                                                      |
|                                                            | Les Républicains conservent                                |                                                            |                                                            |                                                            |

### 2024
| Primaire Républicaine de 2024 du 4e district congressionnel du Missouri | Primaire Républicaine de 2024 du 4e district congressionnel du Missouri | Primaire Républicaine de 2024 du 4e district congressionnel du Missouri | Primaire Républicaine de 2024 du 4e district congressionnel du Missouri | Primaire Républicaine de 2024 du 4e district congressionnel du Missouri |
| ----------------------------------------------------------------------- | ----------------------------------------------------------------------- | ----------------------------------------------------------------------- | ----------------------------------------------------------------------- | ----------------------------------------------------------------------- |
| Parti                                                                   | Parti                                                                   | Candidat                                                                | Votes                                                                   | %                                                                       |
|                                                                         | Républicain                                                             | Mark Alford (sortant)                                                   | 99 650                                                                  | 100%                                                                    |

| Primaire Démocrate de 2024 du 4e district congressionnel du Missouri | Primaire Démocrate de 2024 du 4e district congressionnel du Missouri | Primaire Démocrate de 2024 du 4e district congressionnel du Missouri | Primaire Démocrate de 2024 du 4e district congressionnel du Missouri | Primaire Démocrate de 2024 du 4e district congressionnel du Missouri |
| -------------------------------------------------------------------- | -------------------------------------------------------------------- | -------------------------------------------------------------------- | -------------------------------------------------------------------- | -------------------------------------------------------------------- |
| Parti                                                                | Parti                                                                | Candidat                                                             | Votes                                                                | %                                                                    |
|                                                                      | Démocrate                                                            | Jeanette Cass                                                        | 16 077                                                               | 61,5                                                                 |
|                                                                      | Démocrate                                                            | Mike McCaffree                                                       | 10 053                                                               | 38,5                                                                 |

| Primaire Libertarienne de 2024 du 4e district congressionnel du Missouri | Primaire Libertarienne de 2024 du 4e district congressionnel du Missouri | Primaire Libertarienne de 2024 du 4e district congressionnel du Missouri | Primaire Libertarienne de 2024 du 4e district congressionnel du Missouri | Primaire Libertarienne de 2024 du 4e district congressionnel du Missouri |
| ------------------------------------------------------------------------ | ------------------------------------------------------------------------ | ------------------------------------------------------------------------ | ------------------------------------------------------------------------ | ------------------------------------------------------------------------ |
| Parti                                                                    | Parti                                                                    | Candidat                                                                 | Votes                                                                    | %                                                                        |
|                                                                          | Libertarien                                                              | Thomas Holbrook                                                          | 341                                                                      | 100%                                                                     |

| Élection de 2024 du 4e district congressionnel du Missouri | Élection de 2024 du 4e district congressionnel du Missouri | Élection de 2024 du 4e district congressionnel du Missouri | Élection de 2024 du 4e district congressionnel du Missouri | Élection de 2024 du 4e district congressionnel du Missouri |
| ---------------------------------------------------------- | ---------------------------------------------------------- | ---------------------------------------------------------- | ---------------------------------------------------------- | ---------------------------------------------------------- |
| Parti                                                      | Parti                                                      | Candidat                                                   | Votes                                                      | %                                                          |
|                                                            | Républicain                                                | Mark Alford (sortant)                                      | TBD                                                        | TBD                                                        |
|                                                            | Démocrate                                                  | Jeanette Cass                                              | TBD                                                        | TBD                                                        |
|                                                            | Libertarien                                                | Thomas Holbrook                                            | TBD                                                        | TBD                                                        |
|                                                            | Indépendant                                                | David Haave                                                | TBD                                                        | TBD                                                        |
| Total des votes                                            | Total des votes                                            | Total des votes                                            | TBD                                                        | 100 %                                                      |
|                                                            |                                                            |                                                            |                                                            |                                                            |